# Castro (Olaszország)
Castro község (comune) Olaszország Puglia régiójában, Lecce megyében.

## Fekvése
A Salentói-félszigeten fekszik, Otranto városától délre. 

## Története
A település neve a latin castrum szóból ered, ami erődítményt jelent. A település a messzápok egyik központja volt. Egy i.e. 123-ból származó feljegyzésben Castrum Minervae néven szerepel, s ugyanezen név fellelhető a Tabula Peutingerianán is. Egyes olasz történészek szerint Aineiasz itt lépett először Itália földjére. A Római Birodalom bukása után a környék többi településéhez képest nem néptelenedett el és a Salento legjelentősebb településévé vált. 682-ben II. Leó pápa püspöki székhellyé avatta. A 13. században a Nápolyi Királyság legjelentősebb erődítményei között tartották számon. A 19. század elején, amikor a Nápolyi Királyságban felszámolták a feudalizmust a település hanyatlásnak indult, amihez hozzájárult az is, hogy 1818-banbeszüntették a saját egyházkerületét. 1975-ig közigazgatásilag Disóhoz tartozott, csak ezt követően vált önálló községgé.

## Népessége
A lakosság számának alakulása:

## Főbb látnivalói
- Katedrális – 1171-ben épült román stílusban, valószínűleg egy görög templom alapjain. A barokk főoltár a 17. századból származik.
- Castello – a ma is látható erőd a 12-13. században épült fel egy korábbi, a bizánciak által épített erődítmény átalakításával.
- Várfalak – a település körülvevő egykori falrendszerből ma egy 700 m hosszú szakasz áll.